# Ravensburger Spieleland
Koordinaten: 47° 42′ 41″ N, 9° 35′ 43″ O
Das Ravensburger Spieleland ist ein am 5. April 1998 von der Ravensburger Freizeit und Promotion GmbH geführter Freizeitpark zwischen Ravensburg und dem Bodensee.
Direkt westlich angrenzend befand sich 2005 bis 2012 der Miniaturpark Mini Mundus Bodensee.

## Geschichte
1997 wurde die Aktiengesellschaft „Ravensburger Spieleland Aktiengesellschaft“ mit 30 Millionen DM gegründet; 12 Millionen DM stammten von der Ravensburger AG und 18 Millionen von rund 250 privaten stillen Teilhabern, die in der Fondsgesellschaft „Real Fonds GmbH & Co. Freizeitpark KG“ zusammengefasst wurden, und die überwiegend aus Oberschwaben und der Bodenseeregion stammten. Im Folgejahr wurde dann am 5. April 1998 das neu errichtete Ravensburger Spieleland eröffnet.
Nachdem sich die Verluste bis 2003 aufgrund von deutlich weniger als prognostizierten Besuchern (Prognose war ursprünglich: 250.000 Besucher im Jahr 1998, 500.000 im Jahr 2003; 750.000 im Jahr 2008) auf fast 8,4 Millionen DM aufsummierten, wurde Ravensburger von der Fondsgesellschaft verklagt. Im Dezember 2005 wurde ein Vergleich mit 98,9 % der Fonds-Gesellschafter geschlossen, der im April 2006 rechtskräftig wurde. Die Vergleichssumme entsprach 40,7 % des zugeflossenen Kapitals. Damit wurde die Ravensburger AG auch wirtschaftlich die alleinige Inhaberin der Ravensburger Spieleland AG.
Die Ravensburger Spieleland Aktiengesellschaft wurde 2012 aufgelöst. Mittlerweile wird das Ravensburger Spieleland von der Ravensburger Freizeit und Promotion GmbH betrieben, die zur Ravensburger AG gehört.

## Freizeitpark
Das 30,5 ha große Gelände liegt im Ortsteil Liebenau der Gemeinde Meckenbeuren südlich von Ravensburg. Beworben wird der Freizeitpark mit dem Claim „Abenteuer, Spiel und Action für die ganze Familie“. Die Zielgruppe des Ravensburger Spielelands sind vor allem Familien mit Kindern, als Kernzielgruppe nennt der Park Familien mit Kindern zwischen zwei und 14 Jahren. 2015 konnte das Ravensburger Spieleland den 6.000.000sten Besucher seit Eröffnung begrüßen. 40 Prozent der Besucher waren nach Unternehmensangaben im Jahr 2012 Touristen.

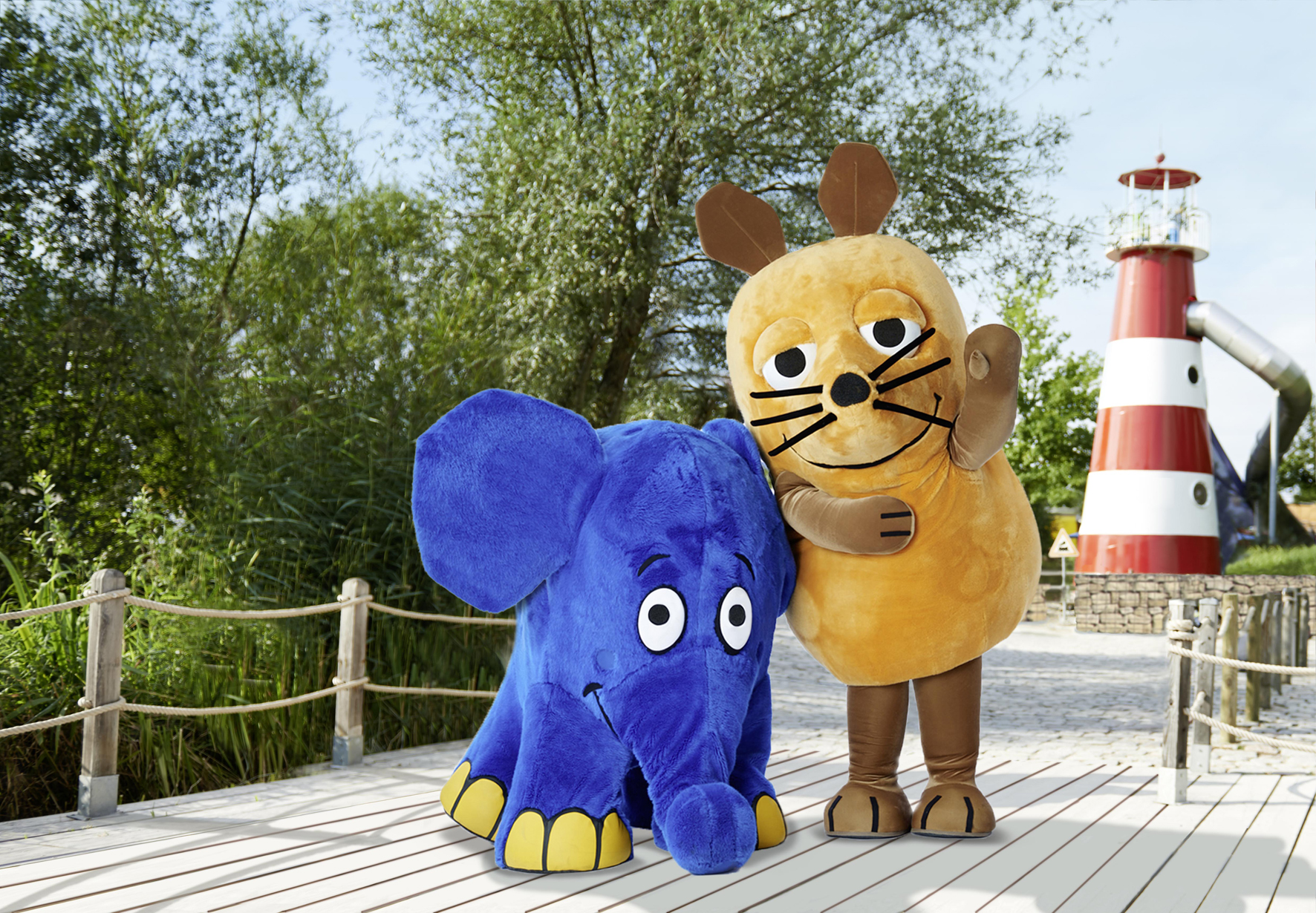
Zwei der Parkmaskottchen: Die Maus und der blaue Elefant

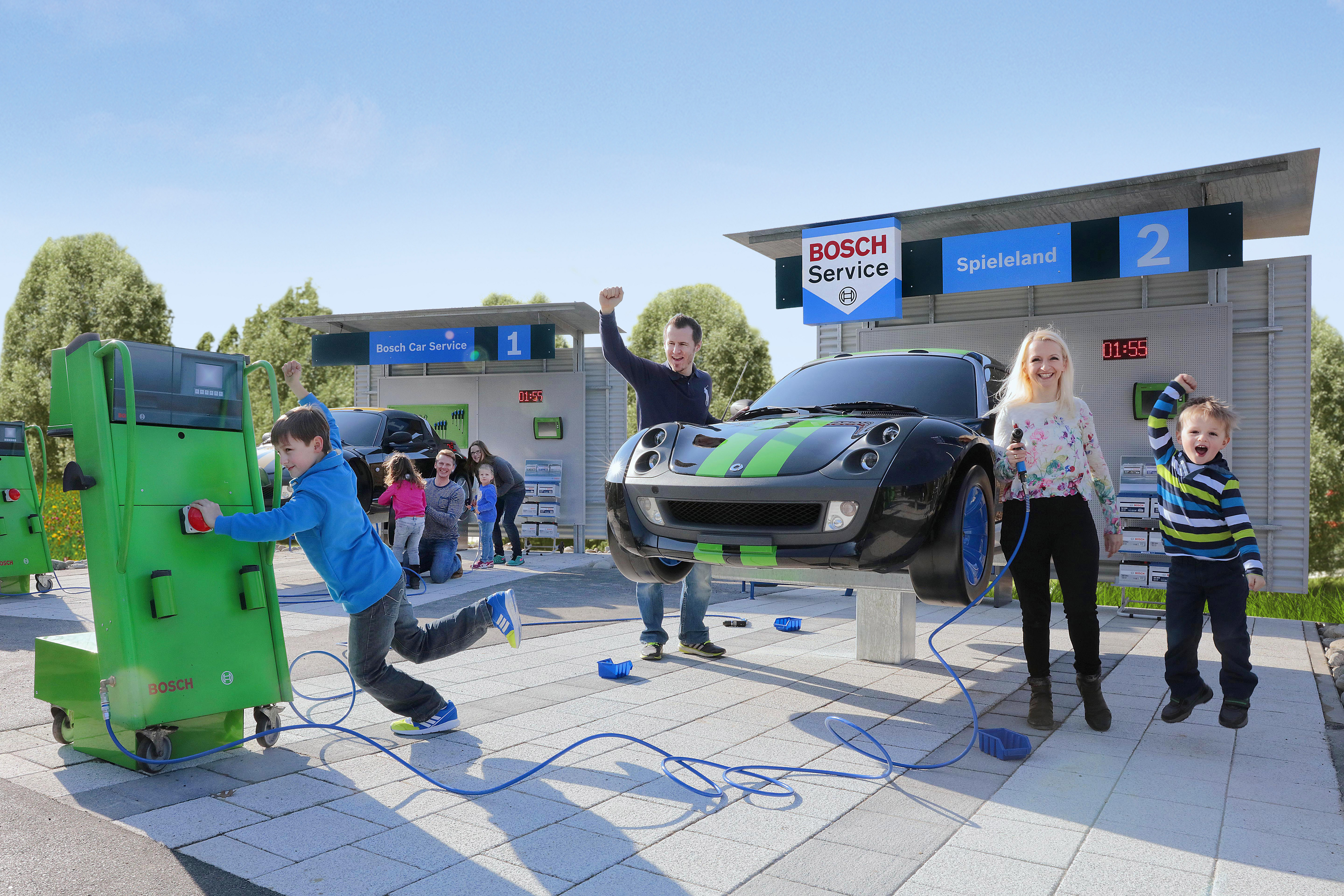
Die Bosch Car Service Werkstattwelt

Von 2006 bis 2024 besaß das Spieleland mit dem Alpin-Rafting einen River Rapid Ride von Intamin. Dieses Fahrgeschäft war die bislang größte Einzelinvestition des Parks. Die für diese Anlage neu entwickelten Boote für je neun Personen wurden mit einem so erstmals vom Hersteller gebauten Vertikalaufzug 12 Meter in die Höhe transportiert, um dann die acht Meter hohe Steilabfahrt mit bis zu 36 km/h wieder hinunterzufahren. Daran schloss sich die eigentliche 400 Meter lange Fahrstrecke an, die erstmals bei Intamin-Anlagen einen Whirlpool (Wasserstrudel) bot. Auf dem Gelände des Alpin-Raftings soll ab dem Sommer 2025 das Gesellschaftsspiel Scotland Yard thematisiert werden.
Seit April 2011 können Kinder in einer Verkehrsschule mit 25 Elektroautos im Schritttempo Verkehrsregeln üben. Zum Saisonstart 2012 wurde im Mitmachland ein 1.500 m² großer Wasserspielplatz eröffnet. 2013 eröffnete das Spieleland das Buntes SchokoHaus von Ritter Sport, ein zehn Meter hohes Haus, in dem die Besucher gegen Gebühr ihre eigene 100-g-Tafel Schokolade herstellen können. 2014 eröffnete eine Familien-Vertikalfahrt mit Namen Hier kommt die Maus! thematisiert nach Die Sendung mit der Maus. Das Fahrgeschäft bietet Platz für elf Personen auf einem beweglichen Fahrgastträger. Außerdem ist die Maus seit 2014 als Walking Act im Freizeitpark unterwegs. Seit dem 19. März 2016 können Familien in der 600 m² großen Bosch-Car-Service-Werkstattwelt mit vier original großen Fahrzeugen beim Räderwechseln auf Zeit gegeneinander antreten, in der Maus- und Elefant-Erlebniswelt gibt es den „Basketball mit der Maus“-Basketball-Court. Zum Saisonstart 2017 wurde das „Trickfilmstudio mit Käpt'n Blaubär & seinen Freunden“ eröffnet. Das Trickfilmstudio bietet Platz für 40 Personen an 20 Arbeitsstationen. Im Jahr 2021 wurde mit „GraviTrax“ im Themenbereich Entdeckerland die erste Achterbahn des Parks eröffnet. Es handelt sich um eine Variante des Spinning Coaster Modells „Big Air Coaster“ des italienischen Herstellers SBF Visa.
| Jahr | Besucher        | zahlend | Umsatz      | Quellen       |
| ---- | --------------- | ------- | ----------- | ------------- |
| 1998 |                 |         | 8,3 Mio. DM | [ 15 ]        |
| 1999 | 320.000 (+18 %) |         | 11 Mio. DM  | [ 16 ]        |
| 2000 |                 |         | 5,8 Mio. €  | [ 17 ]        |
| 2001 |                 |         | 6,1 Mio. €  | [ 17 ]        |
| 2002 | 310.000 (−18 %) | 276.000 | 5,6 Mio. €  | [ 17 ] [ 2 ]  |
| 2003 | 300.000         | 258.000 | 5,1 Mio. €  | [ 18 ] [ 19 ] |
| 2004 | 320.000         | 277.200 | 5,5 Mio. €  | [ 19 ]        |
| 2005 | 310.000         | 253.200 | 5,4 Mio. €  | [ 20 ]        |
| 2006 | 330.000         | 252.000 | 5,6 Mio. €  | [ 4 ]         |
| 2007 | 355.000         | 272.000 | 6,3 Mio. €  | [ 21 ]        |
| 2008 | 318.000         | 252.000 | 6,9 Mio. €  | [ 22 ]        |
| 2009 | 328.000         |         | 7,1 Mio. €  | [ 23 ]        |
| 2010 | 298.250         |         | 6,7 Mio. €  | [ 24 ]        |
| 2011 | 318.486         |         | 7,6 Mio. €  | [ 25 ]        |
| 2012 | 349.486         |         |             | [ 26 ]        |
| 2013 | 351.000         |         |             | [ 27 ]        |
| 2014 | 394.382         |         |             | [ 28 ]        |
| 2015 | 401.716         |         |             | [ 29 ]        |
| 2016 | 411.893         |         |             | [ 30 ]        |
| 2017 | 391.581         |         |             | [ 31 ]        |
| 2018 | 400.000         |         |             | [ 32 ]        |
| 2022 | 440.000         |         |             | [ 33 ]        |
| 2023 | 460.000         |         |             | [ 34 ]        |
| 2024 | 460.000         |         |             | [ 1 ]         |

Themenbereiche
- Grüne Oase

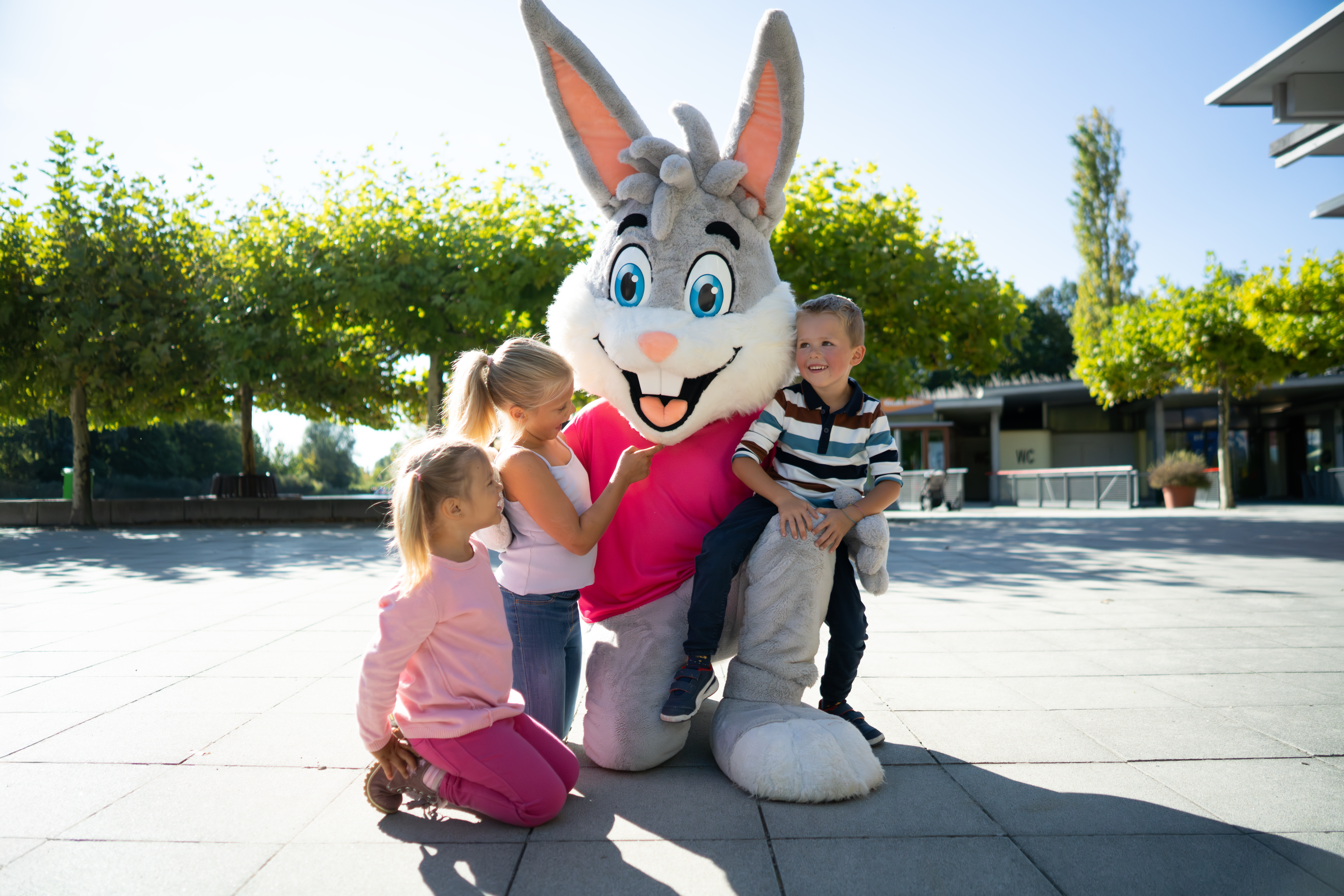
Ein weiteres Parkmaskottchen: Lotti Karotti

- Brio World (ehemals Fix-und-Foxi-Abenteuerland)
- Entdeckerland
- Kunterbunte Spielewelt
- Future World
- Käpt’n Blaubärs Wunderland
- Mitmachland
- Maus und Elefant Erlebniswelt (seit 28. März 2015)

### Unternehmerische Sozialverantwortung
Die Ravensburger AG sieht die Zusammenarbeit mit der Stiftung Liebenau, einer Betreuungseinrichtung für Behinderte, als Beispiel für Unternehmerische Sozialverantwortung.  Mitarbeiter der Stiftung Liebenau sorgen u. a. für die Pflege des Gartengeländes und die Müllentsorgung.

## Feriendorf
Nach der Schließung des „Mini Mundus Bodensee“ wurde auf dessen altem Gelände ein zum Spieleland gehöriges Feriendorf gebaut, das zum 1. Juli 2016 eröffnet wurde. Die Übernachtungsgäste können zwischen 50 thematisierten Ferienhäusern und 15 „Wieso?Weshalb?Warum?“-Forscherzelten wählen. Die Ferienhäuser greifen drei Themenbereiche des Spielelands auf. So übernachten die Gäste bei Maus & Elefant, Käpt’n Blaubär oder in der Ravensburger Spielewelt.
Die Sachbuchreihe „Wieso? Weshalb? Warum?“ steht Pate für die Forscherzelte. Mit dem inkludierten Forscher-Kit können Kinder hier spielerisch alles über Wald, Wiese und Insekten lernen.
Außerdem stehen für Caravans und Wohnmobile rund 40 Stellplätze zur Verfügung.
Das Feriendorf-Restaurant bietet morgens und abends Buffets aus regionalen und saisonalen Speisen an.